# Uveitis
 Denne artikel bør gennemlæses af en person med fagkendskab for at sikre den faglige korrekthed.
     – bl.a. de latinske betegnelser og infoboksen som er fra den engelske

Uveitis er en indre øjenbetændelse i øjets uvea, en samlebetegnelse for de pigmenterede dele af øjet: regnbuehinden (iris), strålelegemet (corpus ciliare) og årehinden (choroidea).
De indre øjenbetændelser forårsages i reglen af en immunreaktion, men kan også udløses af mikroorganismer, som føres til øjet via blodbanen.
Betændelsen kræver en grundig undersøgelse af en oftalmolog og akut behandling for at kontrollere betændelsen.